# James Graham (1er duc de Montrose)
Pour les articles homonymes, voir James Graham.
James Graham (1682 – 7 janvier 1742), 4e marquis puis 1er duc de Montrose, est un aristocrate et un homme d'État écossais.

## Biographie
D'abord 4e marquis de Montrose, il est élevé au rang de duc en 1707, en récompense de son important soutien à l'Acte d'Union, alors qu'il était Lord President du Conseil Privé écossais. En 1714, il devient Lord de la Régence pour le Royaume-Uni, au moment de la mort de la reine Anne. Par ailleurs, il occupe le poste de secrétaire d'État pour l'Écosse pendant le ministère de l'« hanovrien » Lord Townshend.
Indépendamment de sa carrière politique, le duc est fréquemment associé à Robert MacGregor, qui est populairement rappelé par le nom de Rob Roy.